# Faculdade de Olinda
A Faculdade de Olinda (FOCCA) é uma instituição de ensino superior privada, sem fins lucrativos, com sede na cidade de Olinda, Pernambuco.
A instituição foi fundada 1972 sob o nome de Faculdade Olindense de Administração. Em 1987, quando da aprovação da oferta do curso de ciências contábeis, a instituições passou a chamar-se Faculdade Olindense de Ciências Contábeis e Administrativas, originando a acrônimo FOCCA. Diante da abertura de novos cursos nos anos 2000, a instituição assumiu a atual denominação de Faculdade de Olinda, porém mantendo a antiga sigla.
A faculdade oferece cursos de graduação e pós-graduação principalmente nas áreas das ciências humanas.

## Cursos
A FOCCA oferece sete cursos de graduação:
- Administração;
- Ciências Contábeis;

- Direito;
- Gestão Comercial;
- Gestão de Recursos Humanos;
- Letras;
- Logística.

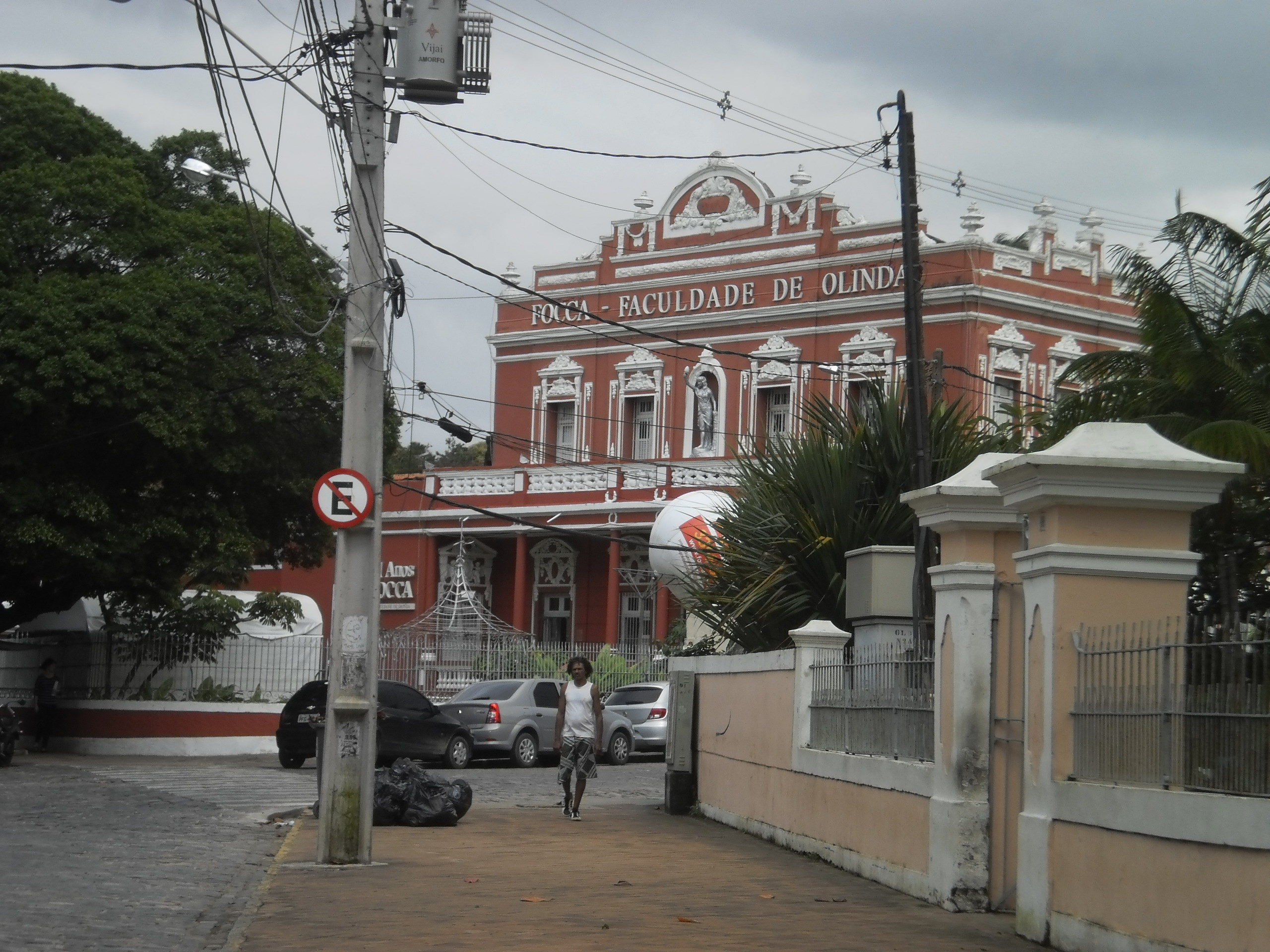
Prédio principal da instituição no Sítio Histórico de Olinda

A instituição também oferece diversos cursos de pós-graduação lato sensu com foco em gestão, direito e educação.

## Parcerias
A FOCCA abriga uma unidade de atendimento da Defensoria Pública de Pernambuco fundada mediante acordo entre as instituições em 2017.